# Ulf Brunnbauer
Ulf Brunnbauer (geboren 22. September 1970 in Kirchdorf an der Krems) ist ein österreichischer Historiker.

## Leben
Ulf Brunnbauer besuchte das Bundesgymnasium Ramsauerstraße in Linz und studierte ab 1989 Geschichte, Russische Philologie, Soziologie und Volkswirtschaftslehre an der Universität Graz und legte 1995 seine Magisterarbeit zum Thema Die Liga der Zeit. Probleme der wissenschaftlichen Arbeitsorganisation in der Sowjetunion, 1923–1925 vor. 1996 war er Wahlbeobachter der OSZE in Albanien. 1998 leistete er für ein Jahr Zivildienst bei der Caritas Graz als Flüchtlingsrechtsberater. 1999 wurde er in Graz mit einer Dissertation zur bulgarischen Geschichte promoviert. Ab 2003 war er wissenschaftlicher Assistent an der FU Berlin und habilitierte sich dort 2006.
Brunnbauer wurde 2008 zum Professor (W3) für Geschichte Südost- und Osteuropas an die  Universität Regensburg berufen und ist dort seit 2017 Wissenschaftlicher Direktor des Leibniz-Instituts für Ost- und Südosteuropaforschung.
Brunnbauer ist Mitherausgeber der Zeitschrift Südost-Forschungen sowie der Schriftenreihe Südosteuropäische Arbeiten und seit 2008 Mitglied des Präsidiums der Südosteuropa-Gesellschaft.

## Schriften (Auswahl)
- mit Dierk Hoffmann (Hrsg.): Transformation als soziale Praxis. Mitteleuropa seit den 1970er Jahren. Metropol, Berlin 2020 (Volltext digital verfügbar).
- (Hrsg.): Umstrittene Identitäten. Ethnizität und Nationalität in Südosteuropa. Lang, Frankfurt am Main 2002, ISBN 3-631-38199-9.
- Gebirgsgesellschaften auf dem Balkan. Wirtschaft und Familienstrukturen im Rhodopengebirge (19./20. Jahrhundert). Böhlau, Wien 2004.
- (Re)Writing History. Historiography in Southeast Europe after Socialism. Lit Verlag, Berlin 2005, ISBN 3-8258-7365-X.
- mit Holm Sundhaussen, Michael G. Esch: Definitionsmacht, Utopie, Vergeltung. „Ethnische Säuberungen“ im östlichen Europa des 20. Jahrhunderts. Lit, Berlin 2006, ISBN 3-8258-8033-8.
- mit Andreas Helmedach, Stefan Troebst (Hrsg.): Schnittstellen. Gesellschaft, Nation, Konflikt und Erinnerung in Südosteuropa. Festschrift für Holm Sundhaussen zum 65. Geburtstag. Oldenbourg Wissenschaftsverlag, München 2007, ISBN 978-3-486-58346-5.
- „Die sozialistische Lebensweise.“ Ideologie, Gesellschaft, Familie und Politik in Bulgarien, 1944–1989. Böhlau, Wien 2007.
- mit Stefan Troebst (Hrsg.): Zwischen Nostalgie und Amnesie: Die Erinnerung an den Kommunismus in Südosteuropa. Böhlau, Köln 2007.
- Globalizing Southeastern Europe. America, Emigrants and the State since the late 19th Century. Lexington, Lanham, Md. 2016.
- mit Klaus Buchenau: Geschichte Südosteuropas. Reclam, Ditzingen 2018.